# 나바흐루다크

시 문장

나바흐루다크(벨라루스어: Навагрудак, 러시아어: Новогрудок 노보그루도크[*], 폴란드어: Nowogródek 노보그루데크[*], 리투아니아어: Naugardukas 나우가르두카스)는 벨라루스 흐로드나 주에 위치한 도시로, 인구는 30,803명(2004년 기준)이다. 1044년 리투아니아인들이 건설했으며 1252년 히파티아 필사본에 처음 등장했다. 도시 이름은 "새로운 작은 마을"을 뜻한다.
1919년~1939년까지는 폴란드의 영토로, 노보그루데크 주의 주도(州都)이기도 했다.